# I Really Like You
"I Really Like You" é uma canção da artista musical canadense Carly Rae Jepsen, contida em seu terceiro álbum de estúdio Emotion. (2015). Foi composta pela própria juntamente com Jacob Kasher e Peter Svensson, sendo produzida pelo último ao lado de Halatrax. O seu lançamento ocorreu em 2 de março de 2015, através das gravadoras 604 Records, Interscope Records e Schoolboy Records.

## Desempenho nas tabelas musicais

### Posições
| Tabela musical (2015)                                  | Melhor posição |
| ------------------------------------------------------ | -------------- |
| África do Sul (Entertainment Monitoring Africa)        | 5              |
| Alemanha (Media Control Charts)                        | 33             |
| Austrália (ARIA Charts)                                | 37             |
| Áustria (Ö3 Austria Top 40)                            | 41             |
| Bélgica (Ultratip de Flandres)                         | 2              |
| Bélgica (Ultratip da Valônia)                          | 2              |
| Canadá (Canadian Hot 100)                              | 14             |
| Dinamarca (Tracklisten)                                | 7              |
| Estados Unidos (Billboard Hot 100)                     | 39             |
| Finlândia (IFPI Finlândia)                             | 10             |
| França (Syndicat National de l'Édition Phonographique) | 39             |
| Japão (Japan Hot 100)                                  | 4              |
| Noruega (VG-lista)                                     | 22             |
| Nova Zelândia (NZ Top 40 Singles)                      | 25             |
| Países Baixos (MegaCharts)                             | 19             |
| Reino Unido (UK Singles Chart)                         | 3              |
| Suécia (Sverigetopplistan)                             | 32             |
| Suíça (Schweizer Hitparade)                            | 34             |

## Histórico de lançamento
| País           | Data                | Formato           | Gravadora             |
| -------------- | ------------------- | ----------------- | --------------------- |
| Austrália      | 2 de março de 2015  | Download digital  | Schoolboy, Interscope |
| Brasil         | 2 de março de 2015  | Download digital  | Schoolboy, Interscope |
| Canadá         | 2 de março de 2015  | Download digital  | 604                   |
| Estados Unidos | 2 de março de 2015  | Download digital  | Schoolboy, Interscope |
| México         | 2 de março de 2015  | Download digital  | Schoolboy, Interscope |
| Portugal       | 2 de março de 2015  | Download digital  | Schoolboy, Interscope |
| Estados Unidos | 24 de março de 2015 | Rádios mainstream | Schoolboy, Interscope |
| Reino Unido    | 26 de abril de 2015 | Download digital  | Schoolboy, Interscope |